# Życie Uniwersyteckie
Życie Uniwersyteckie – miesięcznik wydawany przez Uniwersytet im. Adama Mickiewicza w Poznaniu.

## Historia i tematyka
Numer pilotażowy (zerowy) czasopisma ukazał się w kwietniu 1993 – był czarno-biały z czerwonymi aplikacjami. Obecnie czasopismo jest barwne. Artykuły publikowane w Życiu Uniwersyteckim dotyczą bieżących spraw Uniwersytetu, rozwoju poszczególnych wydziałów, przybliżają sylwetki kadry profesorskiej i studentów, relacjonują wydarzenia naukowe w Poznaniu i miastach, gdzie znajdują się jednostki zamiejscowe. Czasopismo publikuje także fotoreportaże i wywiady.

## Nagrody
- Maciej Męczyński – fotoreporter (nagroda dodatkowa w konkursie Wielkopolska Press Foto 2010)[3]
- Maciej Nowaczyk – fotoreporter (III nagroda w konkursie Wielkopolska Press Foto 2010),
- Maria Rybicka – reporter (Wyróżnienie  w konkursie na najciekawszy artykuł promujący naukę na XXII Ogólnopolskiej Konferencji Redaktorów Gazet Akademickich).